# Julie Wilhelmine Hagen-Schwarz

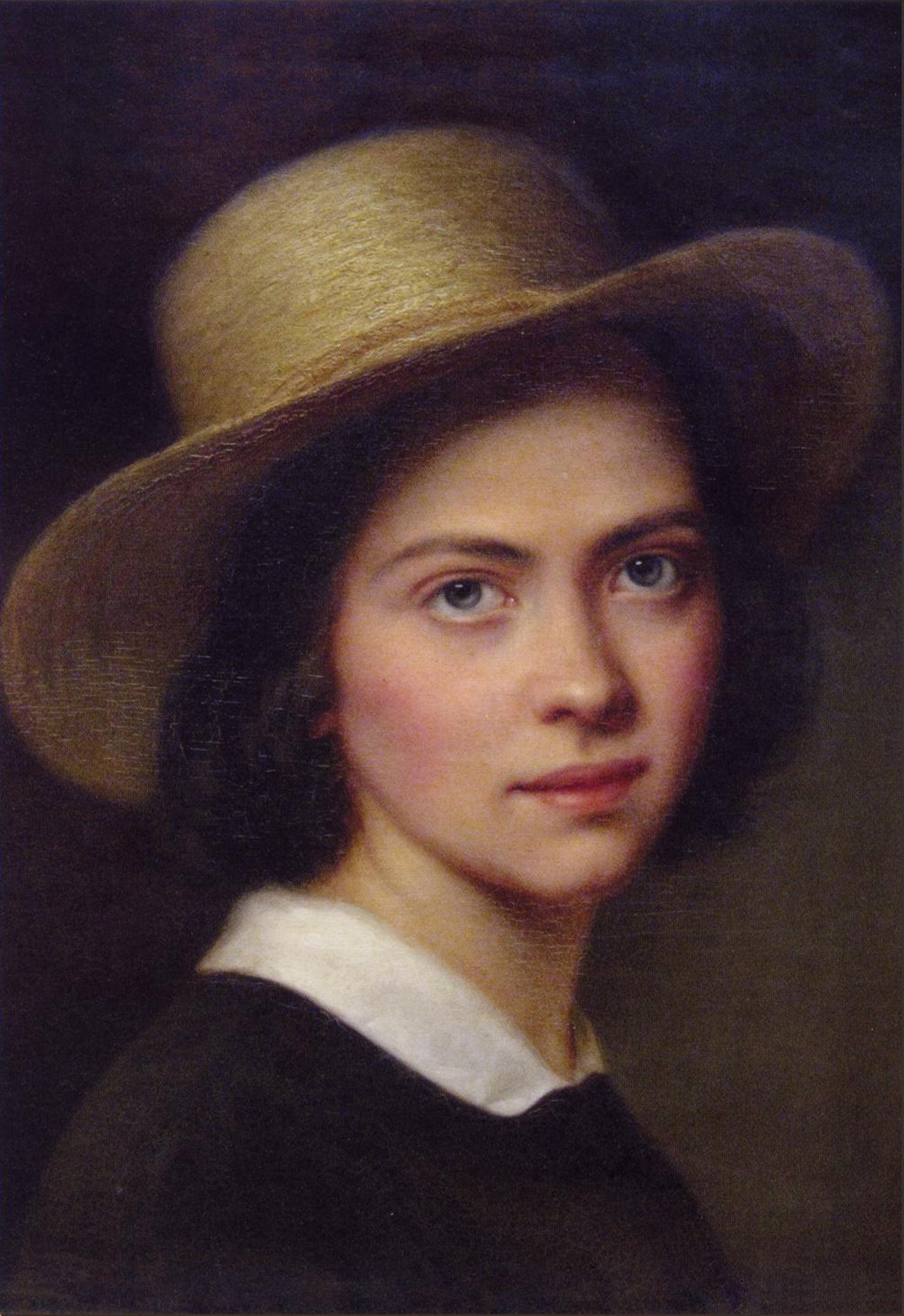
Selbstporträt mit Strohhut (vor 1870)

Julie Wilhelmine Hagen-Schwarz (* 15. Oktoberjul. / 27. Oktober 1824greg. auf dem Gut Klein-Wrangelshof (Väike-Prangli) bei Tartu (Dorpat), Estland; † 7. Oktoberjul. / 20. Oktober 1902greg. in Tartu (Dorpat)) war eine deutschbaltische Malerin.

## Leben und Werk

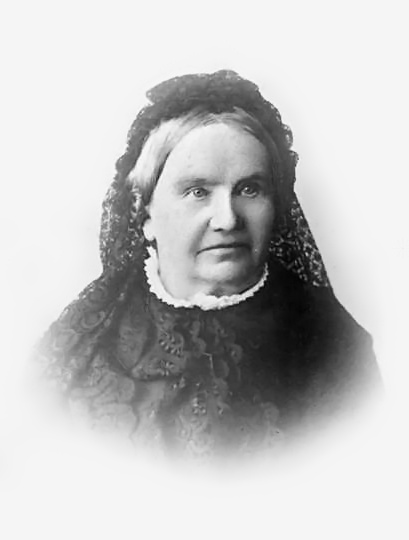
Die Künstlerin im Alter

Julie Hagen wurde im Herbst 1824 auf dem Gut Klein-Wrangelshof in der Nähe von Tartu geboren. Den ersten Unterricht erhielt sie von ihrem Vater, dem Maler August Matthias Hagen (1794–1878). Ihre weitere künstlerische Ausbildung, die ihr durch ein Stipendium des Dorpater Bildhauers Franz Karl von Villebois ermöglicht wurde, erfolgte ab 1846 in Dresden bei Friedrich Gonne. Ab 1848 studierte sie in München bei dem Genremaler Moritz Rugendas und dem Porträtisten Joseph Bernhardt.
Ein auf drei Jahre bemessenes Reisestipendium des Zaren Nikolaus I. ermöglichte ihr, von 1851 bis 1854 nach Rom zu gehen, wo sie sich bei dem durch seine Lichteffekte bekannten August Riedel weiter ausbildete und unter anderem ein Genrebild mit dem Titel Eine Frau, am brennenden Kamin ihren Schmuck betrachtend malte.
Im Jahr 1855 nach Livland zurückgekehrt, vermählte sie sich dort mit dem Astronomen Ludwig Schwarz, dem späteren Direktor der Dorpater Sternwarte. Diesen begleitete sie auf einer dreijährigen Forschungsreise nach Ost-Sibirien. Sie lebte in Tartu, wo sie besonders als Porträtmalerin tätig war. 1858 wurde sie zum Mitglied der Petersburger Kunstakademie ernannt.
Sie war besonders für ihre in der Frühzeit entstandenen Blumenbilder und ihre späteren Porträts zahlreicher baltischer Persönlichkeiten bekannt, darunter Karl Ernst von Baer oder Christian Heinrich Pander, malte aber auch Genre- und Landschaftsgemälde sowie Sakrales.
Julie Hagen-Schwarz starb wenige Tage vor Vollendung ihres 78. Lebensjahres am 20. Oktober 1902 in Tartu. Sie fand ihre letzte Ruhestätte auf dem Friedhof Raadi (estn.: Raadi kalmistu), dem größten Friedhof der Stadt. Dort ist ihre Grabstätte erhalten.
Ihre Werke befinden sich unter anderem in den Sammlungen des Tartu Kunstimuuseum und des Eesti Kunstimuuseum in Tallinn. 

## Werke (Auswahl)

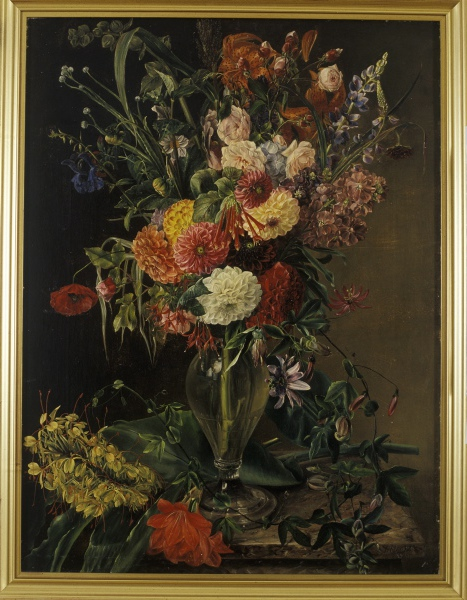
Blumen in einer Vase (1845)
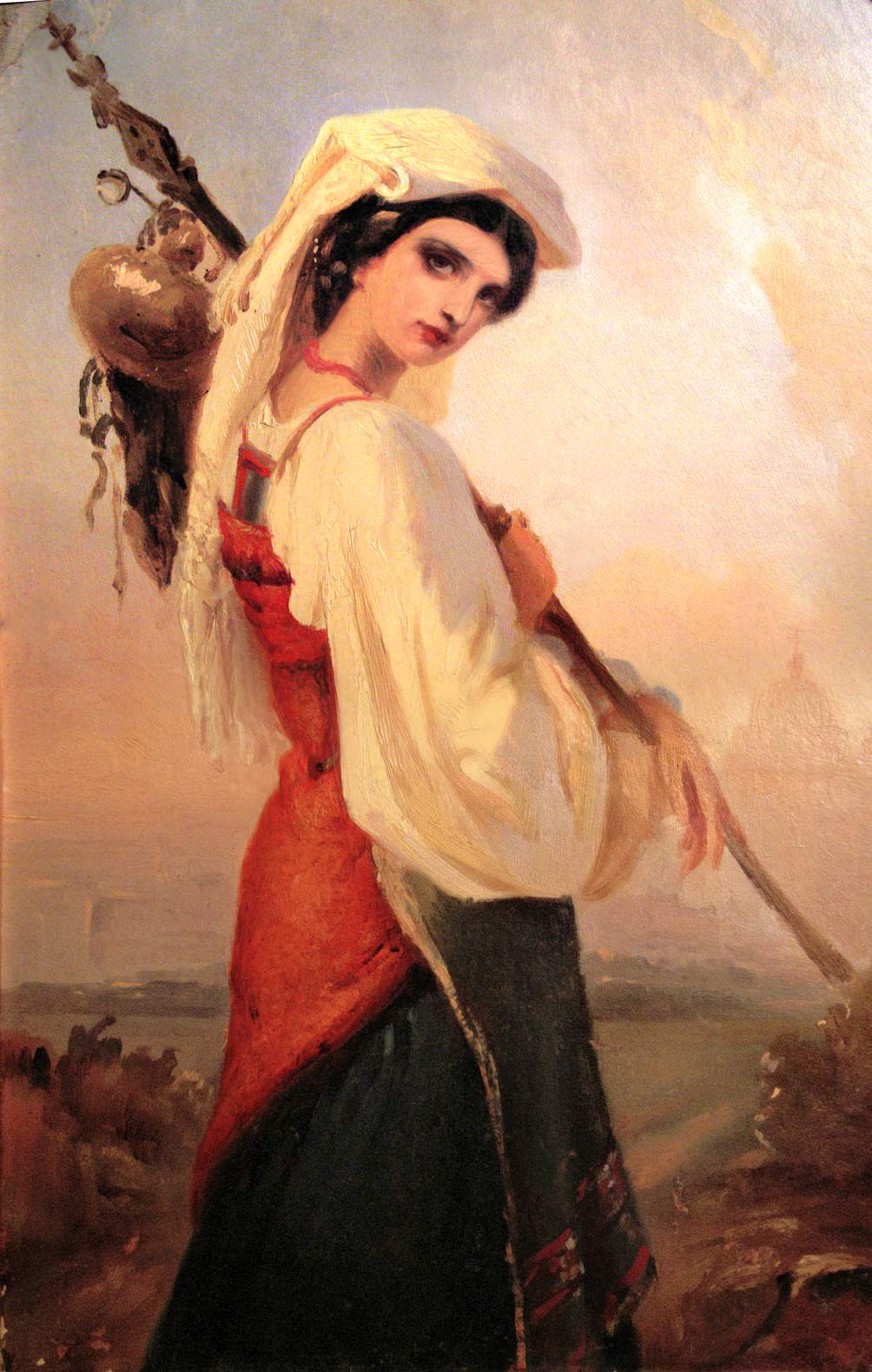
Ein italienisches Mädchen auf ihrem Weg nach Rom (ca. 1850)
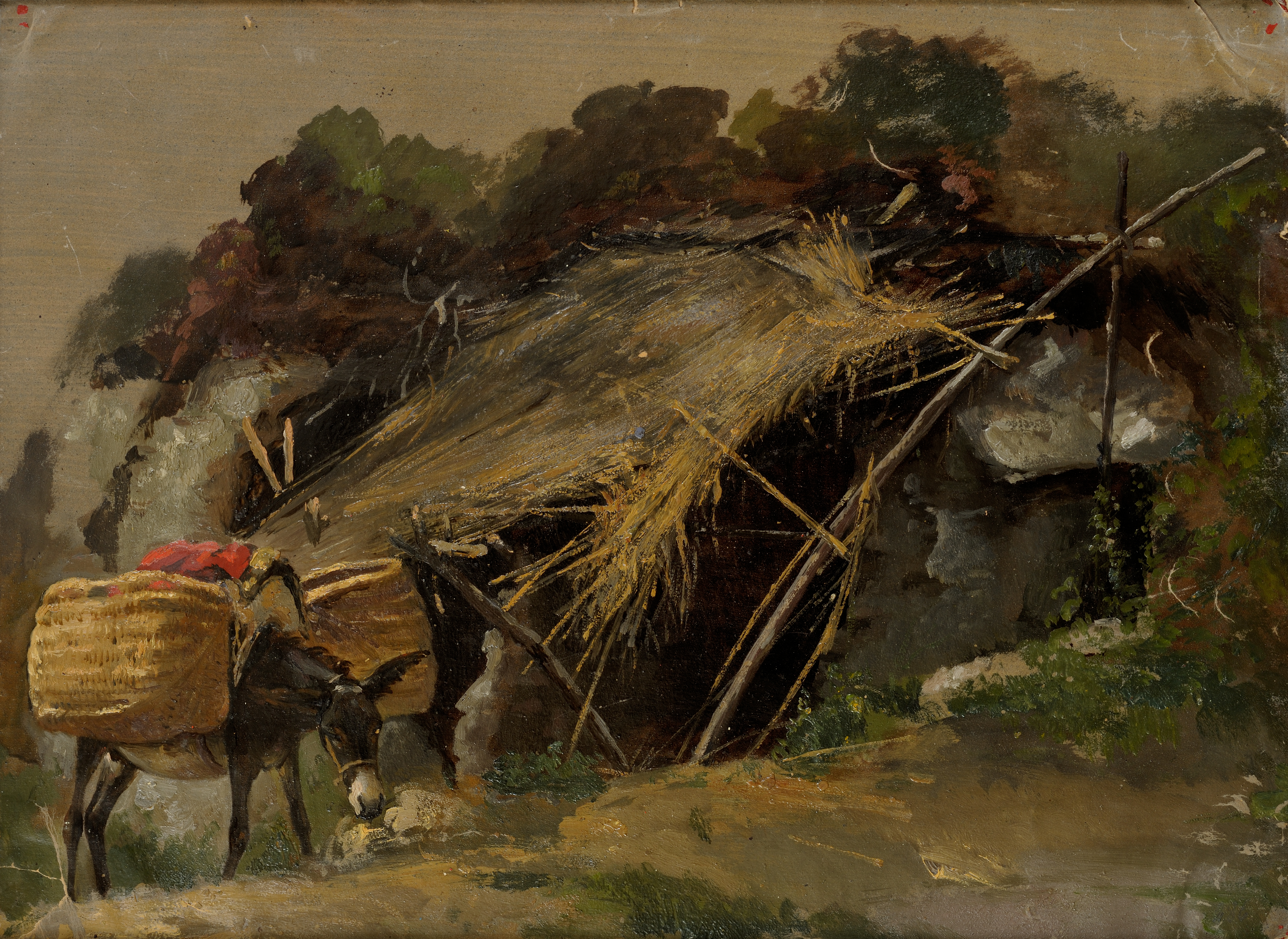
Italienische Landschaft mit Esel (zwischen 1851 und 1854)
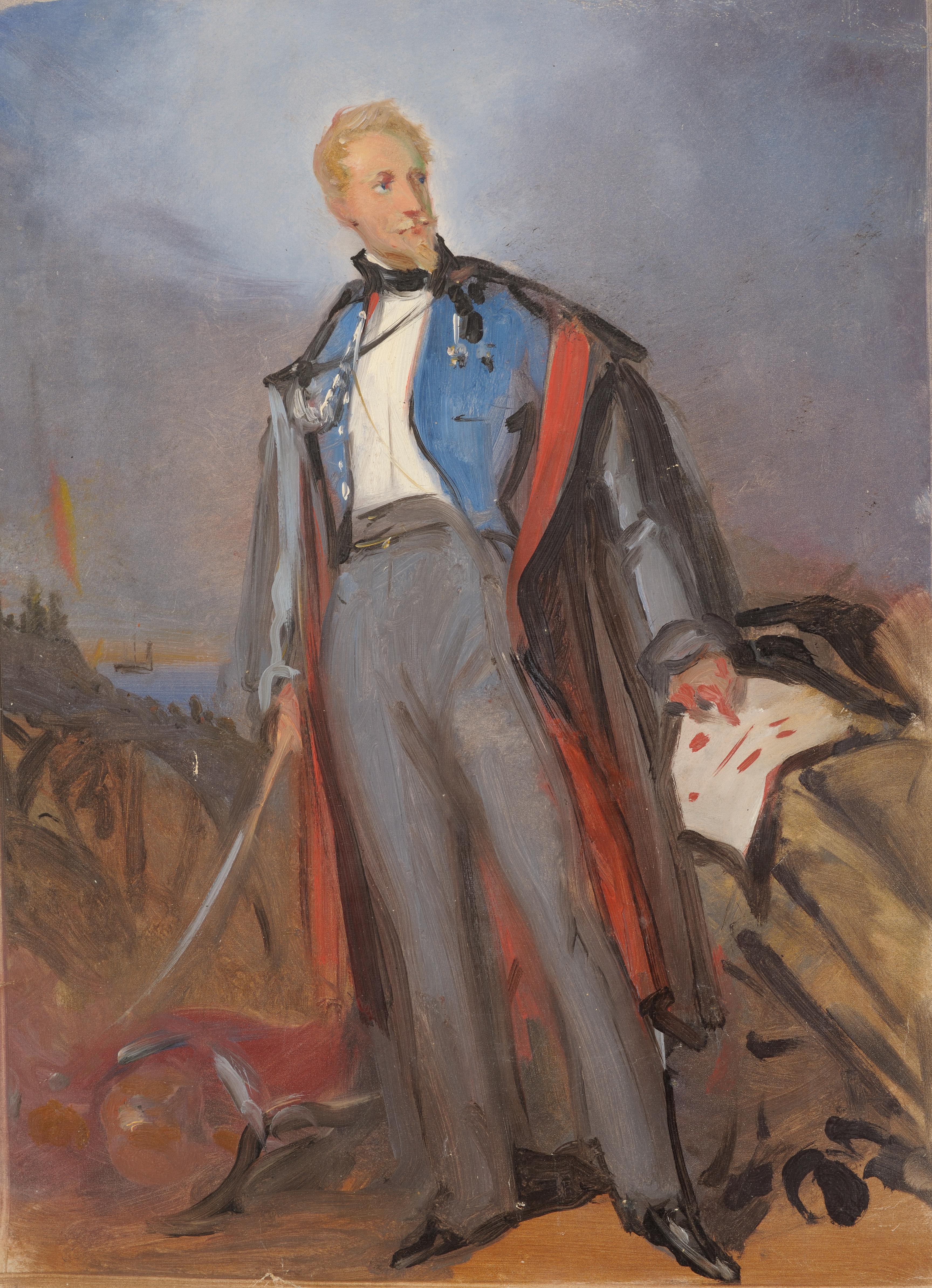
General von der Faun
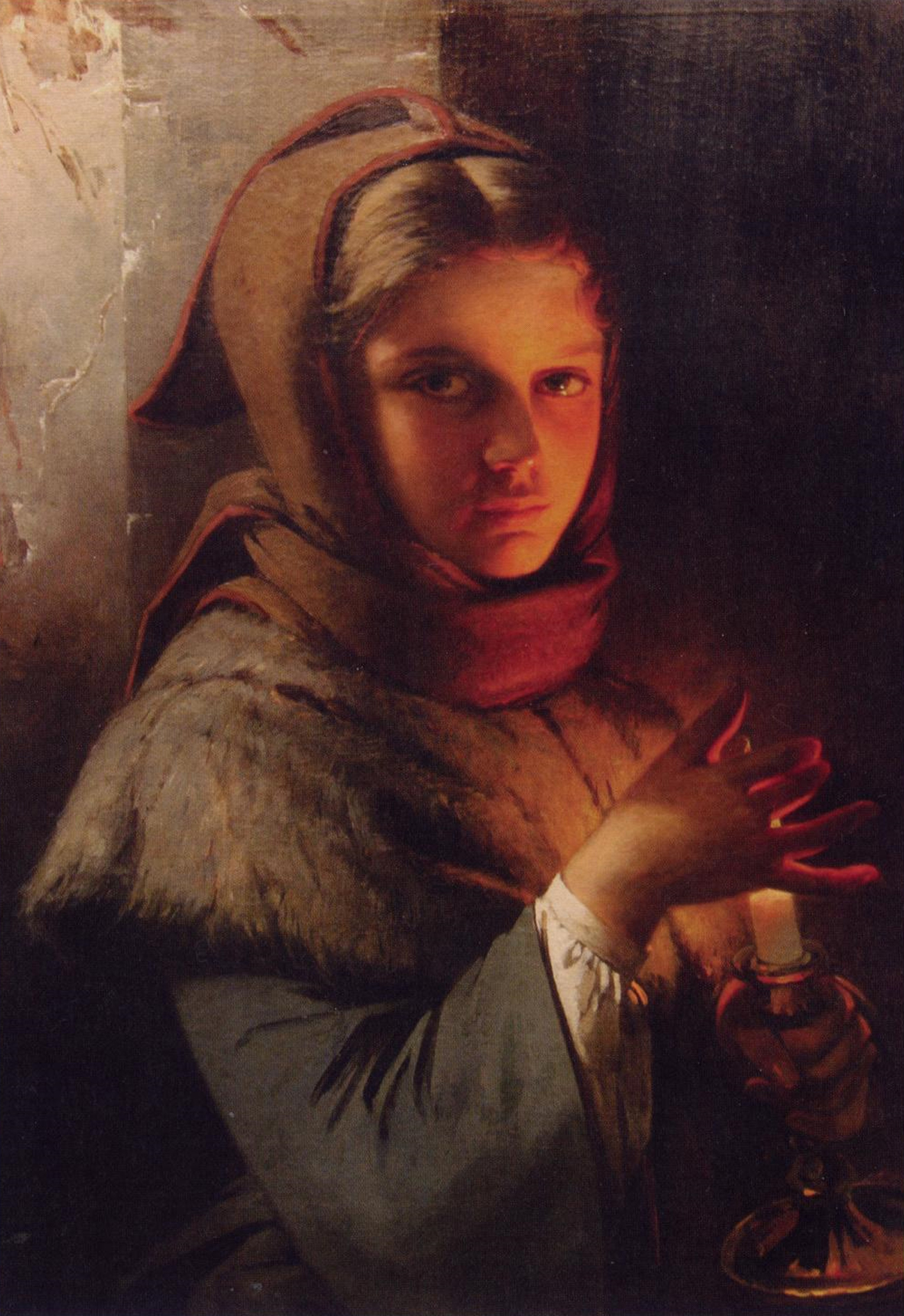
Porträt eines jungen Mädchens (1872) Mädchen mit Licht
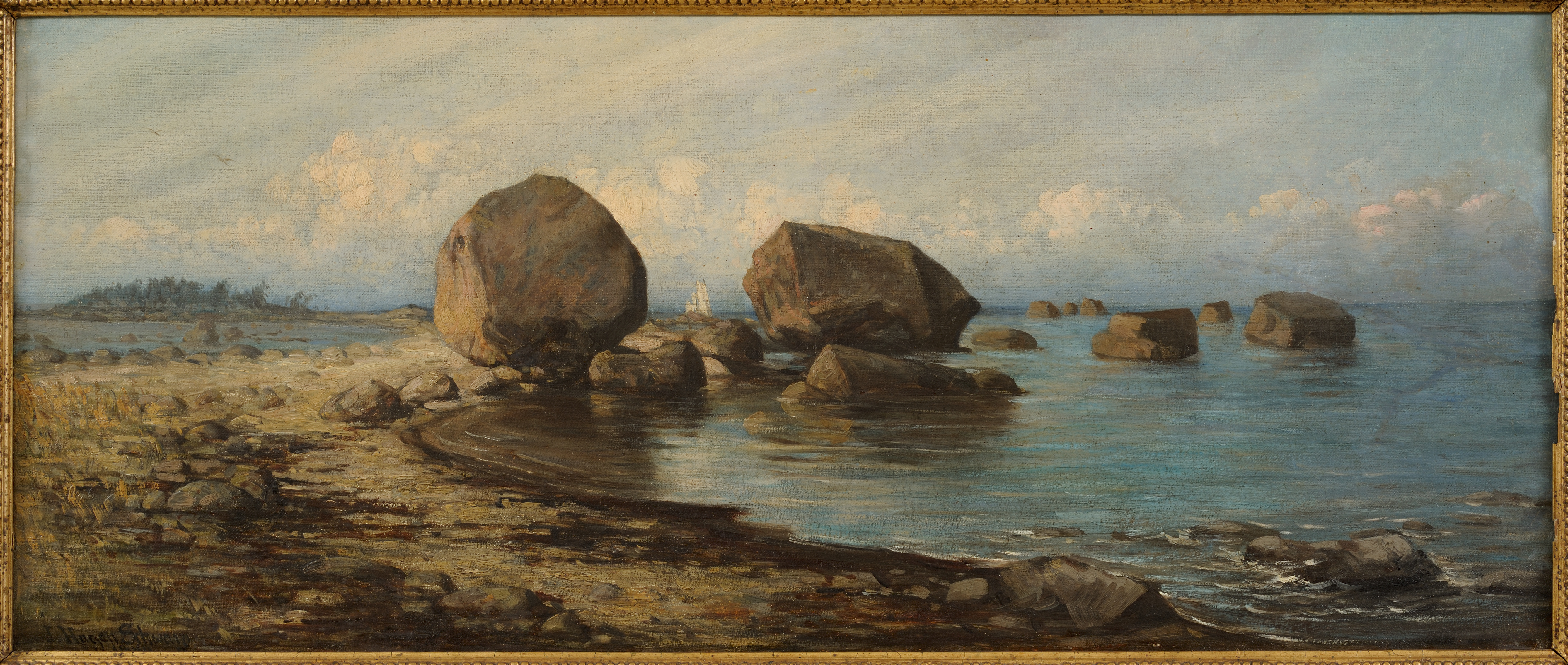
Strand von Käsmu (1889–1890)

## Literatur

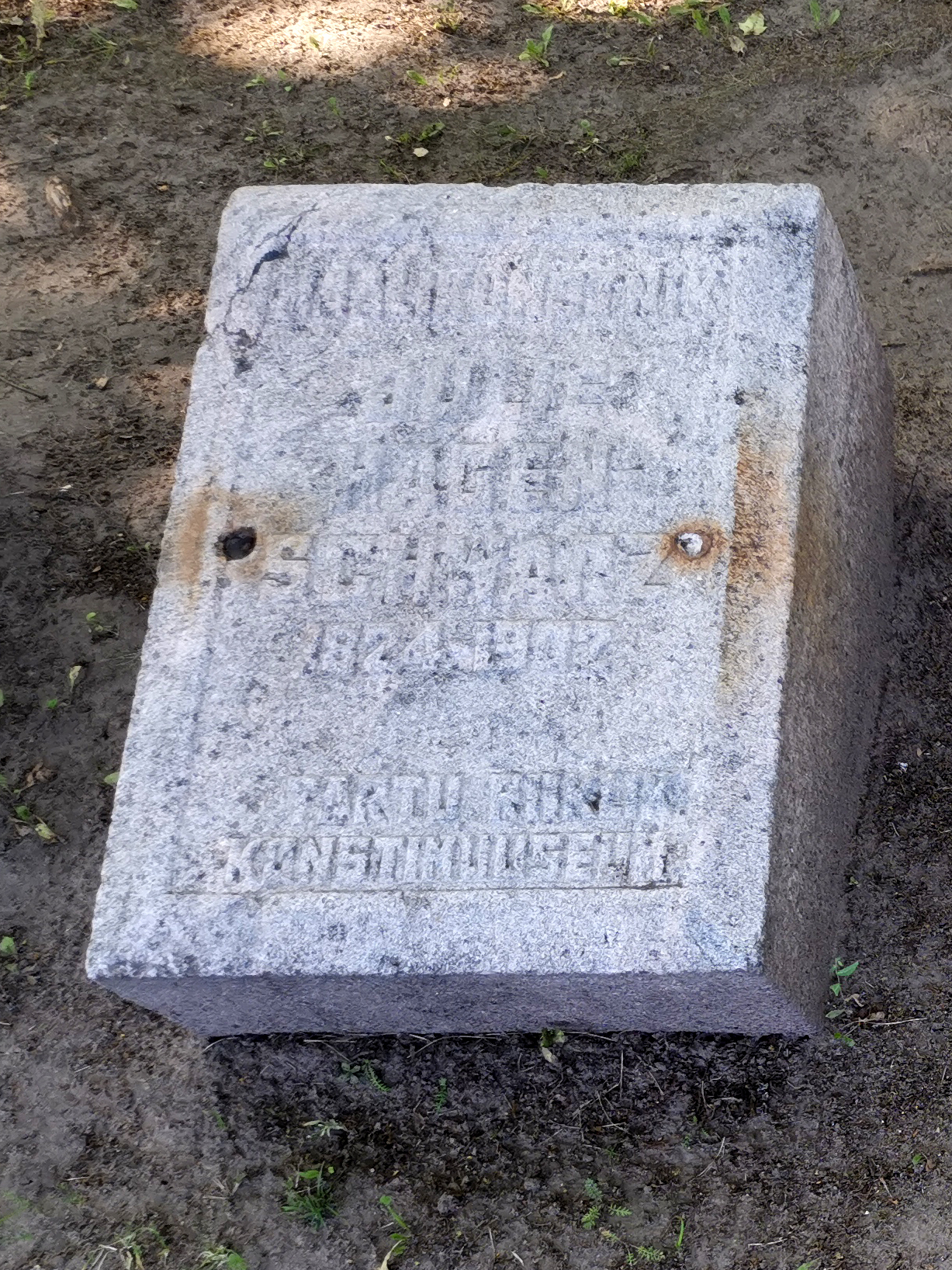
Grab von Julie Hagen-Schwarz auf dem Friedhof Tartu (Raadi kalmistu)